# Esquelbecq
Esquelbecq é uma comuna francesa na região administrativa de Altos da França, no departamento do Norte. Estende-se por uma área de 12.7 km². Em 2010 a comuna tinha 2 149 habitantes (densidade: 169,2 hab./km²).